# 能崎事件
能崎事件（のざきじけん）は、1945年（昭和20年）に起きたアメリカ軍兵士に対する私刑殺害事件。事件の呼称は第152師団長だった能崎清次陸軍中将からとったものである。事件現場が佐原町だったことから、佐原町事件とも呼ばれる。

## 事件の経過
1944年後半から本格的に日本本土空襲が行われるようになった。硫黄島が占領された1945年3月以降、関東地方各地の都市は連日のように米軍機による攻撃を受けるようになっていた。
1945年6月23日も、来襲したP51の編隊が下館飛行場などに攻撃を加えた。やがて編隊は九十九里方面へと離脱していったが、うち一機が迎撃に上がった百里飛行場所属の日本軍戦闘機と千葉県匝瑳市八日市場上空で交戦し被弾、久賀村の山中に墜落した。墜落機の操縦士だったジョン・ヴィンセント・スキャンラン・ジュニア(John V.Scanlan Jr.) アメリカ陸軍中尉（当時・24歳）は落下傘で脱出したが、降下中に日本軍機から銃撃を浴び、降下した久賀村では村人や軍人から竹槍や銃剣で刺突され重傷を負い捕虜となった。
スキャンラン中尉は当時第152師団司令部が置かれていた佐原町立国民学校（現・香取市立佐原小学校）一部校舎にトラックで連行され、応急手当を受けた後に尋問を受けた。その後、スキャンラン中尉は両手を縛り上げられ、一部校舎裏手にある校庭へと引き出された。町では「アメリカ兵が捕まった、小学校へ連れて行かれた」などという噂が流れ、次第に一部校舎に見物人が集まってきた。軍人は戸惑いと憎悪の入り混じった目でスキャンラン中尉を見つめる大勢の町民たちの前で「お前らの敵だぞ」と言い放って校庭に生えていた桜の枝を2本折り取ると、2、3回中尉の体を叩いて見せた。それを見て一斉に興奮した町民たちはその桜の枝を我先にと奪い合い、次々とスキャンラン中尉を叩きのめした。激しい憎悪に駆られて叩きつけたため枝はすぐに折れてしまった。やがて身動きが取れないほどの群衆が集まって来たため、4、5人の軍人たちは地面に倒れ込んでいたスキャンラン中尉を無造作に引き起こすと、学校橋対岸にある広い校庭へと強引に引きずって行った。
対岸の広い校庭には、さらに多くの町民たちが集まり始めた。彼らの中には、米軍による度重なる空襲や戦地で大切な身内を亡くした者も多く、「息子のかたき」、「父ちゃんを返せ」などと叫びながら、女性・子供・老人など数千人もの群集がスキャンラン中尉を取り囲み、誰かが持参して来た竹槍や棒などで代わるがわるスキャンラン中尉を叩き始めた。校庭にあった朝礼台の上では拡声器を持って「もっと叩け、もっと叩け」と煽動する町民もいた。暴行の合間に衛生兵がカンフル注射を2、3本打ち、さらに頭から水を浴びせかるなどしたが反応はなく、やがてスキャンラン中尉は昏睡状態に陥った。それでもなお怒りの収まることのない町民たちはぐったりとして意識を失ったスキャンラン中尉を容赦なく叩き続け、数時間以上にもわたる苛烈なリンチのすえにスキャンラン中尉はついに死亡した。
中尉の亡骸は浄国寺に隣接する無縁仏を埋葬するための共同墓地に荒縄で縛り上げられたままの状態で逆さまに埋められ、墓前には彼の履いていた靴が供えられた。
なお、スキャンラン中尉の遺骨は戦後アメリカへと返還され、アーリントン国立墓地に改葬された。

## 横浜BC級戦犯裁判の経過
GHQによる事件の本格的な調査は大戦後の1946年頃から行われはじめた。殺害に関係があるとみなされる軍人・町民をはじめ、町長や警防団長などの町の有力者が次々とGHQの事情聴取を受けた。町では「うかつにしゃべると、戦犯として進駐軍に引っ張られるぞ」と囁かれ、学校でも「一切このことについては言うな。言えばアメリカに連れて行かれ奴隷にされるぞ」と箝口令が敷かれ、町民の中には精神異常者を装い聴取を免れた者や、町民による流言や密告も行われた。
1948年4月12日から5月13日にかけて、横浜地方裁判所の建物で開かれた横浜軍事法廷においても軍人・町民同士によって罪のなすり合いが行われるなど混乱を極めた。最終的に裁判では師団長の能崎清次陸軍中将、同高級副官の笠井平馬陸軍少佐、佐原町民7名には直接関与はないと認められて無罪となった。一方、スキャンラン中尉を司令部から出すことを許可した参謀長が重労働40年の実刑を受け、本宮宇之助他の2名の軍人が重労働の実刑、柳沢藤次郎 石井伊三郎 榊原一也 鈴木知一 町民4名が重労働1年の実刑を受け幕を閉じた。

## 題材とした作品
- 岩川隆著「神を信ぜず BC級戦犯の墓碑銘」,中公文庫